# Harry de Vries
Hendrik Halbe de Vries (Monnickendam, 20 februari 1956) is een Nederlands organisatieadviseur, politicus en bestuurder. Hij is lid van het CDA. Van 1 oktober 2021 tot 22 mei 2025 was hij waarnemend burgemeester van Montferland.

## Biografie
De Vries was van 1999 tot 2007 Statenlid van Gelderland. In deze periode was hij zeven jaar fractievoorzitter van de CDA-fractie en tevens vier jaar vicevoorzitter van de Staten. Daarnaast was hij van 2000 tot 2007 directeur van de Gelderse Sport Federatie. Daarvoor was hij HR-manager bij Nuon.
Op 1 maart 2007 werd De Vries burgemeester van Lingewaard. Op 25 oktober 2012 diende hij zijn ontslag in als burgemeester. Hij stapte op vanwege het wederom indienen van onjuiste/onrechtmatige declaraties. Per 1 maart 2013 werd hem ontslag verleend. In maart 2013 blijkt uit een rapport van een onderzoeksbureau dat hij zichzelf met totaal 2.695 euro verrijkte.
Sinds 1 juni 2013 heeft De Vries een organisatieadviesbureau genaamd Harry de Vries Advies. Vanuit daar houdt hij zich bezig met advisering overheden bij de uitvoering van hun beleid, biedt hij zich aan als intermediair tussen overheden en het bedrijfsleven en maatschappelijke organisaties en ook als projectleider, dag- en avondvoorzitter en organisator van bijeenkomsten voor organisaties.
Vanaf 1 januari 2016 was  De Vries de waarnemend burgemeester van Neerijnen die per 1 januari 2019 fuseerde tot West Betuwe. Per 16 januari 2019 is hij aangesteld als waarnemend burgemeester van Scherpenzeel. Begin september 2020 hebben de wethouders van Scherpenzeel het vertrouwen opgezegd in De Vries.
Medio december 2020 heeft hij bekendgemaakt dat hij is opgestapt als waarnemend burgemeester van Scherpenzeel. Per 1 januari 2021 werd hem ontslag verleend. Op 18 januari 2021 werd hij in Scherpenzeel opgevolgd door Eppie Klein.
Hij is als adviseur verbonden aan Geerts & Partners, onderdeel van de samenwerkingsverband Yris. Daar houdt hij zich als coördinator van de Appa-coaches bezig met Appa-trajecten. Met ingang van 1 oktober 2021 werd De Vries benoemd tot waarnemend burgemeester van Montferland. Op 22 mei 2025 werd hij in Montferland opgevolgd door Anne-Marie Fellinger. Verder is hij als ambassadeur verbonden aan Stichting Driestroom.
De Vries is getrouwd en vader van drie kinderen.